# Huichols

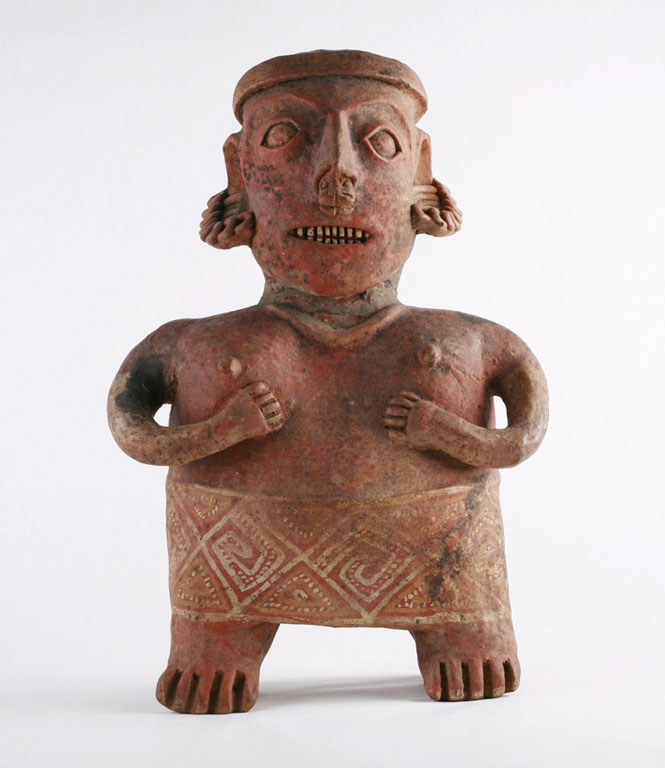
Una tomba de Nayarit figura a la col·lecció permanent del Museu dels Nens d'Indianapolis.

Els huichols o huitxols són un poble indígena de Mèxic que parla una llengua de la gran família de l'uto-asteca o nahua. Ells s'anomenen wixarika o wixarite. El seu nom, huichol, és la deformació espanyola de guisole o guachichil, poble extint de caçadors-recol·lectors. Es concentren en cinc comunitats a les Muntanyes de la Sierra Madre Occidental, als municipis de Totatiche i Mezquitic (Jalisco), i una important colònia al baix Río Lerma (estat de Nayarit), establerts el 1920-1930) quan algunes comunitats foren despoblades durant les rebel·lions dels cristeros (1926-1929). També n'hi ha d'establerts a les ciutats de Tepic, Guadalajara, Durango, Zacatecas i a la ciutat de Mèxic.

## Demografia
La seva població exacta ha estat molt poc precisada. El 1959 foren estimats en uns 7.000 individus. Segons el cens lingüístic mexicà del 1970, hi havia 6.872 adults parlants d'huichol, sense comptar nadons. Segons l'Enciclopèdia Britànica, el 1990 eren 25.000 parlants, que augmentaren a 30.000 el 1997. El percentatge de bilingües el 1970 era del 65,1%, de manera que entre els parlants i els bilingües potser són el doble. El cens mexicà del 2000 va registrar 30.686 parlants d'huichol en tot el país: 16.932 a l'estat de Nayarit, 10.976 a Jalisco, 1435 a l'estat de Durango i 330 a l'estat de Zacatecas. La llengua huitxol forma part de la família utoasteca.

## Costums

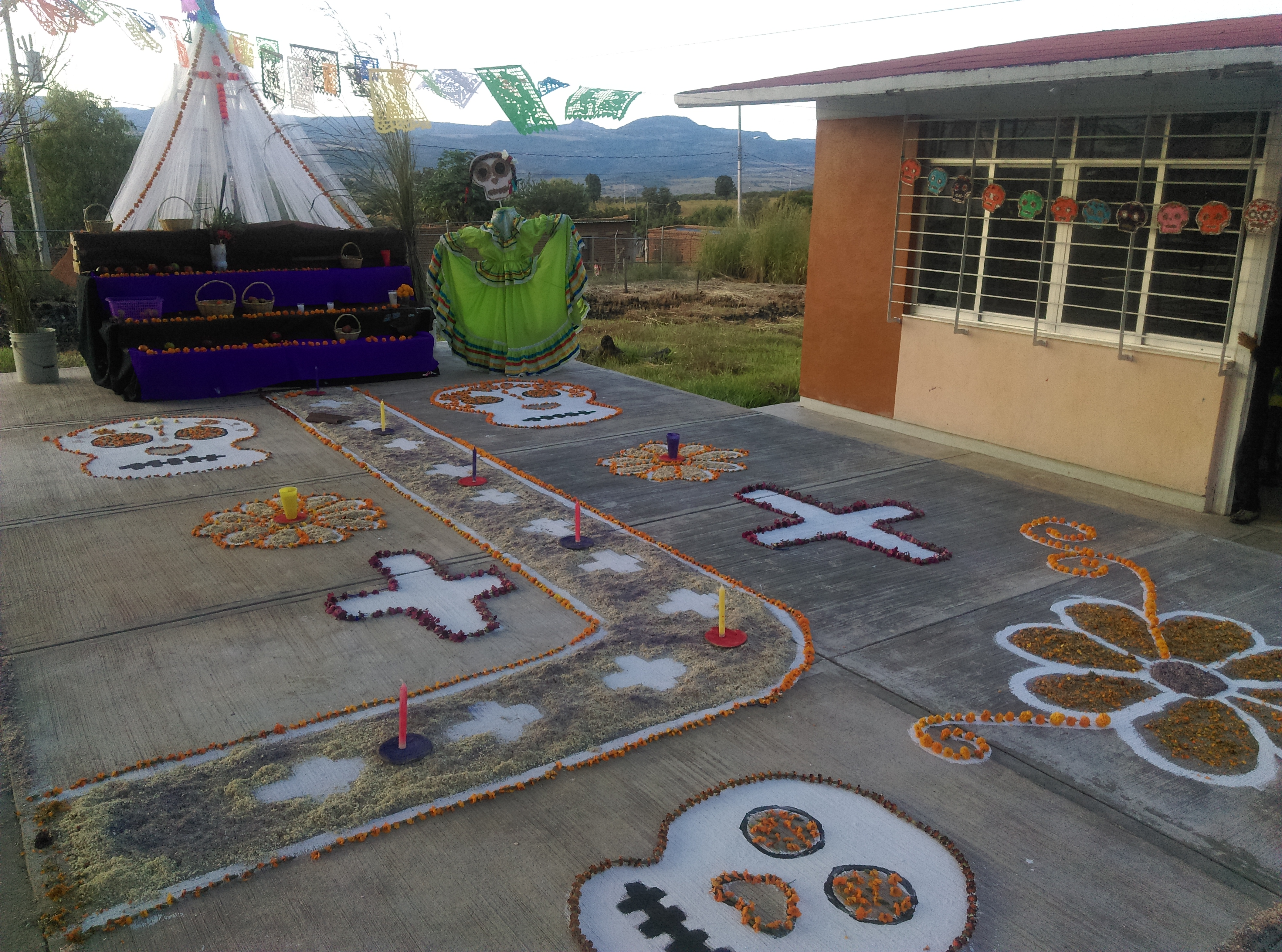
Altar de morts a escola wixárika.

Són el poble indígena mexicà que ha mantingut relativament intacta la seva religió i rituals sense modificacions catòliques significatives. Tenen gran semblança amb les tribus del Nord-oest de Mèxic més que no pas amb les del centre. Són molt relacionats amb llurs veïns els cores, de la mateixa branca lingüística.
Llur assentament és format per granges de famílies externes, cadascuna amb el seu xiriki (déu de la casa). No existeixen viles com a tals, i fins fa poc els centres cerimonials i governamentals en les cinc comunitats índies eren virtualment deserts llevats durant les celebracions comunitàries d'origen espanyol.
Els tuki (grans temples circulars), amb els xiriki adjacents, eren els centres cerimonials, i en pocs altres llocs sagrats a les muntanyes. Els tuki i les seves cerimònies es trobaven a càrrec de funcionaris religiosos especialitzats amb termes fixats d'ofici. També hi havia santuaris dins i fora del seu territori.
Tenen una tradició d'art sagrat llarga i ben desenvolupada, que darrerament han comercialitzat, especialment pintures colorides sorbe llana de subjectes mitològics. Les deïtats nadiues són naturals (el foc, la terra, el sol, els cérvols, el moresc, la pluja, l'aigua i la muntanya). Entre els més importants hi ha Tatewarí ("Nostre Avi"), déu vell del foc, Tayaupà ("El nostre pa re sol"), Takutsi Nakawé, deessa vella creadora de la terra, i el gran-avi Maxa Kwaxi ("Cua de cérvol"). El seu heroi cultural Kauyumari ("Persona Cérvol") és l'intermediari entre els déus i els mortals, i el principal assistent dels Mara’akáte (en singular, Mara’akáme), els nombrosos xamans-sacerdots que condueixen la majoria de cerimònies, algunes d'elles comunitàries, d'altres familiars. Els són sagrats els cérvols, el moresc i el sagrat cactus al·lucinogen peyote, que és recol·lectat en pelegrinatges anyals al desert del Nord i centre de l'estat de San Luis Potosí.
Mantenen zelosament llurs tradicions, i fins i tot els qui no viuen en el seu territori se’ls reconeix fàcilment pel seu vestit tradicional, ja que mantenen uns forts lligams amb la terra d'origen i la religió.

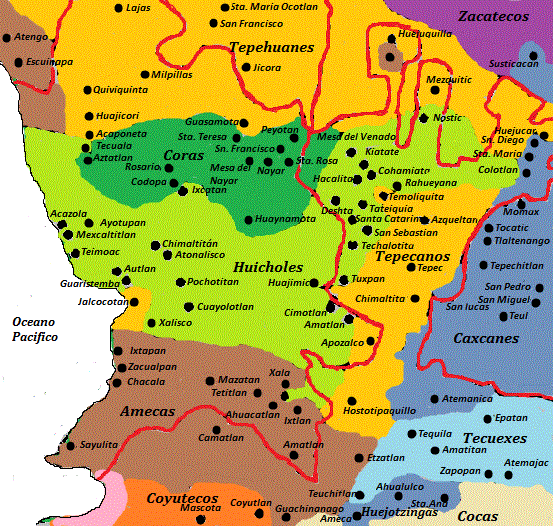
Extenció territorial dels Wixárika i pobles veïns abans de la conquesta espanyola.

## Història
El primer contacte amb els europeus no el van tenir fins al 1640, quan els missioners catòlics, guiats per xamans cores, els destruïren temples i llocs de culte a Sinaloa.
El 1721 signaren la pau amb els espanyols a canvi de no treballar a les mines de plata i de mantenir el seu culte al peyote.
Manuel Lozada (1828-1873), cabdill dels cora i huichol, conegut com El tigre de Alicala, qui era peó de la hisenda de Mojarras (O. de Jalisco), es barallà amb l'administrador i fugí a la Sierra. Com que l'administrador maltractà a la seva mare, tornà per matar-lo. Aleshores fou proclamat kawistero o general dels huichol i el 1847 encapçalà la resistència índia a la penetració europea a Nayarit. Aquesta revolta assoliria el seu clímax el 1856, després de la llei de desamortització. En la seva defensa de les terres comunals contra la privatització i penetració de les haciendas, va rebre suport de la Barron & Forbes Company, amb base a San Blas i molt involucrada en el contraban. Va dominar Tepic, i amb 11.000 homes va dominar Mazatlan i Zacatecas.
El seu suport tàcit a la causa conservadora durant la reforma del 1858-1861, que desembocà en guerra civil, i el seu control de Jalisco Oest, amenaçaven la posició liberal a Jalisco i Sinaloa. El març del 1864 va donar suport a l'Imperi de Maximilià i rebé un subsidi en metàl·lic i la condecoració amb la Legió d'Honor. Però el desembre del 1866 abandonà la causa imperial i rebé protecció de Benito Juárez contra els seus enemics.
La seva circular del 12 d'abril, 1869 tenia un tarannà agrari i proposava l'acció directa contra les viles per tal de recuperar la terra. Però el seu poder es trencà a Mojonera, vora Guadalajara, pel general Ramón Corona, qui invadí tot Jalisco. Fou traït i capturat, i el general el va fer executar el 19 de juliol, 1873. Des d'aleshores, nogensmenys, Lozada és considerat pels huichol com un heroi cultural com Jesucrist i Karymati.
Alguns donaren suport a la rebel·lió dels cristeros del 1926-1929, raó per la qual foren deportats alguns d'ells a Nayarit.
El 1998 dos indis huichol, Juan Chivarra (28 anys) i Miguel Ángel de la Cruz (24 anys), assassinaren al corresponsal del diari San Antonio Express News a Mèxic, Philip True, després d'haver consumit peyote. Fou escanyat amb el seu propi mocador perquè va fotografiar els dos indis sense el seu consentiment, i els condemnà així a perdre l'ànima, que serà entregada al mal, alhora que defensaven el seu territori sagrat de la profanació. Ells dos creien que serien tornats a la comunitat, que els castigaria amb la flagel·lació o el tancament en una gruta durant sis mesos o un any.